# Pheidole providens
Pheidole providens är en myrart som först beskrevs av William Henry Sykes 1835.  Pheidole providens ingår i släktet Pheidole och familjen myror. Inga underarter finns listade i Catalogue of Life.